# Mudathir El Tahir
Mudathir Eltaib Ibrahim El Tahir (en árabe: مُدَّثِّر الطَّيِّب إِبْرَاهِيم الطَّاهِر. Nacido el 1 de enero de 1988, en Jartum), conocido como Mudathir Careca, es un futbolista sudanés. Juega como delantero y su actual club es el Al-Hilal Omdurmán de  la Primera División de Sudán.

## Trayectoria
Mudathir comenzó su carrera en el Al-Nil, al que se unió en 2004, ingresando al año siguiente en el primer equipo. Gracias a sus buenas actuaciones en aquel equipo, fue traspasado al Al-Hilal Omdurmán, donde aun juega hoy.

## Selección nacional
Con la selección sudanesa ha jugado treinta y dos partidos, en los que anotó en once ocasiones. En el Campeonato Africano de Naciones de 2011  ayudó a su equipo a conseguir el tercer lugar, luego de convertir contra Gabón y Uganda en la fase de grupos, y de anotar el gol de la victoria contra Argelia en el partido por el tercer puesto. Luego participó con su selección en la Copa Africana de Naciones 2012, donde anotó un doblete frente a Burkina Faso en el último partido del Grupo B. Gracias a esa victoria, Sudán clasificó a cuartos de final, donde fue eliminado por Zambia.

### Participaciones con la selección
| Torneo                                  | Sede                    | Resultado        |
| --------------------------------------- | ----------------------- | ---------------- |
| Campeonato Africano de Naciones de 2011 | Sudán                   | Tercer puesto    |
| Copa Africana de Naciones de 2012       | Gabón/Guinea Ecuatorial | Cuartos de final |

## Palmarés

### Distinciones individuales
| Distinción                                   | Año  |
| -------------------------------------------- | ---- |
| Goleador del Campeonato Africano de Naciones | 2011 |